# Pseudoheptascelio
Pseudoheptascelio är ett släkte av steklar. Pseudoheptascelio ingår i familjen Scelionidae.
Kladogram enligt Catalogue of Life:
| Pseudoheptascelio | \| \| Pseudoheptascelio cornopis \| \| \| \| \| \| Pseudoheptascelio muesebecki \| \| \| \| |
|                   | \| \| Pseudoheptascelio cornopis \| \| \| \| \| \| Pseudoheptascelio muesebecki \| \| \| \| |
|                   | Pseudoheptascelio cornopis                                                                  |
|                   |                                                                                             |
|                   | Pseudoheptascelio muesebecki                                                                |
|                   |                                                                                             |